# Клинтон, Джон, 1-й барон Клинтон
Джон Клинтон (англ. John Clinton; умер в 1315) — английский аристократ, 1-й барон Клинтон с 1299 года. Сын Томаса Клинтона, землевладельца из Уорикшира, и его жены Мод Брейсбридж. Участвовал в войнах во Франции и в Шотландии. В 1299 году король Эдуард I вызвал его в парламент как лорда (это считается созданием баронского титула), но в 1300 и 1301 годах Клинтон участвовал в работе парламента как рыцарь от графства Уорикшир. В 1308 году он стал констеблем Уоллингфордского замка. 
Клинтон был женат на Иде де Одингселс. В этом браке родились сыновья Джон, 2-й барон Клинтон, и Уильям, 1-й барон Клинтон новой креации и 1-й граф Хантингдон.